# Special Constabulary
Special Constabulary er en afdeling af de britiske politistyrker på deltids- og frivillig basis. Betjentene kaldes Special Constables og i uformel tale Specials.
Enhver territoriel politistyrke i Storbritannien har et Special Constabulary bortset fra politistyrken i Nordirland der i stedet har en reserve. British Transport Police (Det Britiske Transportpoliti, en specialpolitistyrke der bl.a. har jurisdiktion på jernbaneområder) har også et Special Constabulary. Politistyrkerne på Isle of Man og Guernsey har også Special Constabularies, mens politiet på Jersey ikke har.
I 2005 var der i England og Wales 13.000 Special Constables. Special Constables er ikke det samme som Police Community Support Officers (også kaldet PCSOs). De er ansatte af politistyrkerne til at give operationel hjælp til de normale betjente, men de kan ikke foretage anholdelser. Special Constables arbejder normalt 16 timer om måneden (eller 200 om året), men mange arbejder dog betydeligt mere. De kan af og til få deres omkostninger betalt og få et lille tilskud fra politistyrken, bl.a. en præmie på £1000 i Skotland og visse styrker i England, men ellers er deres arbejde udelukkende frivilligt og ubetalt.
Special Constables har identiske magtbeføjelser som normale fuldtidskollegaer. Fra april 2007 kan Special Constables udøve deres magt i hele England og Wales (eller Skotland for Special Constables i de skotske politistyrker). Før april 2007 har de kun kunnet udøve deres magt i den styrke hvor de er ansat plus de tilstødende styrker. Hvad enten de har vagt eller ej, så har Special Constables i England og Wales de samme beføjelser og ansvar som deres normale kolleger. Special Constables arbejder sammen med normale politibetjente, men de fleste Special Constabularies i England og Wales har deres egen organisatoriske struktur og gradssystem som er forskellig fra styrke til styrke. Special Constabularies ledes af en Commandant eller Chief Officer der selv er Special Constable. I Skotland, et antal styrker i England og Wales og i British Transport Police er der ikke et separat administrativt og gradssystem i deres Special Constabularies. 
Special Constables har normalt den samme uniform som deres fuldtidskolleger. I nogle constabularies bliver deres skuldernummer præfikset med et bestemt tal eller har ekstra insignier på deres epauletter, normalt en krone med bogstaverne SC under den (nogle styrker dog uden krone). Af sikkerhedshensyn er praksisen med at man kan se det er en Special Constable på deres epauletter på vej ud. 
Special Constables har alle det samme personlige sikkerhedsudstyr som deres fuldtidskolleger har, fx håndjern, baton, CS-spray og stiksikker vest. Udstedelsen af sikkerhedsudstyr varierer fra styrke til styrke af finansielle årsager. Hos nogle styrker udstedes den stiksikre vest personligt til den enkelte betjent målsyet. Mange styrker har dog ikke råd til denne praksis hvorfor vest tages fra en pulje i stedet. Samme praksis gælder radio: Mange styrker udstyrer deres Special Constables med en personlig radio de skal lade op hjemme, andre steder tages de fra en pulje. Denne praksis er kritiseret da mange Special Constables mener at pulje-praksissen medfører sløseri med vedligeholdelsen og opladningen.
Special Constables tager del i de fleste dele af politiarbejdet, og ikke kun ved sportskampe, parder og fester som det stereotype billede siger. 
Historisk set er Special Constables blevet set ned på og foragtet af de normale betjente eftersom de nogle gange blev anset som "hobby bobbies" (hobby-politibetjente) og ikke rigtige politibetjente, og de blev set som om de forhindrede de rigtige betjente i at arbejde over. Nu om dage har de et meget tættere forhold til det regulære politi, og mange betjente har startet deres karriere som Special, og de er et supplement til underbemandede styrker. 
At betale Special Constables har været et stort debatemne med forskellige kommentarer fra alle sider: Nogle mener at da Special Constables laver det samme som normale politibetjente skal de også have penge for det de laver, men på den anden side mener nogle at det vil tiltrække den forkerte slags person, nemlig personer der tiltrækkes at at kunne tjene penge på det, og ikke på at tjene samfundet.

## Eksterne links
- Forum for Special Constables og folk der ønsker at blive det Arkiveret 29. august 2018 hos  Wayback Machine